# Nassim Yattou
Mohamed Nassim Yattou (en arabe : محمد نسيم يطو), né le 27 mars 1992 à Alger, est un footballeur algérien qui évolue au poste de milieu de terrain

## Biographie
Formé à l'USM Alger, Yattou est prêté au MO Béjaïa en 2013, puis au RC Arbaa en 2014, club qu'il finit par rejoindre définitivement la saison suivante. Il marque sept buts en championnat avec le club de Béjaïa, et la même chose avec l'équipe d'Arbaa.
En 2016, Nassim Yattou signe un contrat de deux ans au profit de la JS Kabylie. Il inscrit sept buts en championnat avec la JSK.
En 2018, en fin de contrat, Yattou signe au MC Oran.

## Statistiques
| Saison                | Club                  | Championnat           | Championnat | Championnat | Coupe(s) nationale(s) | Coupe(s) nationale(s) | Compétition(s) continentale(s) | Compétition(s) continentale(s) | Compétition(s) continentale(s) | Total | Total |
| Saison                | Club                  | Division              | M.          | B.          | M.                    | B.                    | Comp.                          | M.                             | B.                             | M.    | B.    |
| 2011-2012             | USM Alger             | 1                     | 1           | 0           | 0                     | 0                     | -                              | -                              | -                              | 1     | 0     |
| 2012-2013             | USM Alger             | 1                     | 5           | 0           | 1                     | 0                     | C3                             | 0                              | 0                              | 6     | 0     |
| 2013-2014             | MO Béjaïa (prêt)      | 1                     | 28          | 7           | 2                     | 1                     | -                              | -                              | -                              | 30    | 8     |
| 2014-2015             | RC Arbaa (prêt)       | 1                     | 26          | 2           | 4                     | 0                     | -                              | -                              | -                              | 30    | 2     |
| 2015-2016             | RC Arbaa              | 1                     | 25          | 5           | 1                     | 0                     | -                              | -                              | -                              | 26    | 5     |
| 2016-2017             | JS Kabylie            | 1                     | 27          | 0           | 4                     | 0                     | C3                             | 6                              | 0                              | 37    | 0     |
| 2017-2018             | JS Kabylie            | 1                     | 29          | 7           | 6                     | 1                     | -                              | -                              | -                              | 35    | 8     |
| 2018-2019             | MC Oran               | 1                     | 14          | 0           | 0                     | 0                     | -                              | -                              | -                              | 14    | 0     |
| Total sur la carrière | Total sur la carrière | Total sur la carrière | 141         | 21          | 21                    | 5                     | -                              | 6                              | 0                              | 168   | 26    |

## Palmarès
- Finaliste de la Coupe d'Algérie en 2015 avec le RC Arbaa et en 2018 avec la JS Kabylie